# Liga de Fútbol de Port Vila
La TVL Premier League, llamada Telekom Vanuatu Limited League por razones de patrocinio, es la competencia de fútbol de más alto nivel en Vanuatu. Es organizado por la Federación de Fútbol de Vanuatu. 
El campeón y el subcampeón clasifican a la Liga de Campeones de la OFC del año próximo.

## Equipos 2017/18
| Port Vila Premier League                                                                                | Port Vila First Division | Port Vila Second Division                                                                                |
| --- | --- | --- |
| Nivel – 1                                                                                               | Nivel – 2 | Nivel – 3                                                                                                |
| - ABM Galaxy - Erakor Golden Star - Ifira Black Bird - Mauwia - Sia-Raga - Tafea - Tupuji Imere - Yatel | - AS Ambassadors - Easton - Mauriki - North Efate United - Pango Green Bird - Seveners United - Shepherds United - United Malampa | - Black Diamond - Kings United - Melakel - Narak Tegapu - Redal - Teouma Academy - Van Warriors - Varona |

- * Ascendido
- ** Descendido

## Campeones
| Año       | Equipo              |
| --------- | ------------------- |
| 1975      | Tupuji Imere        |
| 1976-1983 | Desconocido         |
| 1983/84   | Pango Green Bird FC |
| 1985      | Desconocido         |
| 1986      | Ifira Black Bird    |
| 1987      | Desconocido         |
| 1988      | Desconocido         |
| 1989      | Erakor Golden Star  |
| 1990      | Desconocido         |
| 1991      | Desconocido         |
| 1992      | Desconocido         |
| 1993      | Desconocido         |
| 1994      | Tafea FC            |
| 1995      | Tafea FC            |
| 1996      | Tafea FC            |
| 1997      | Tafea FC            |
| 1998      | Tafea FC            |
| 1999      | Tafea FC            |
| 2000      | Tafea FC            |
| 2001      | Tafea FC            |
| 2002      | Tafea FC            |
| 2003      | Tafea FC            |
| 2004      | Tafea FC            |
| 2005      | Tafea FC            |
| 2006      | Tafea FC            |
| 2007      | Tafea FC            |
| 2008/09   | Tafea FC            |
| 2009/10   | Amicale FC          |
| 2010/11   | Amicale FC          |
| 2011/12   | Amicale FC          |
| 2012/13   | Amicale FC          |
| 2013/14   | Amicale FC          |
| 2014/15   | Amicale FC          |
| 2016      | Erakor Golden Star  |
| 2017      | Ifira Black Bird    |
| 2018      | Tupuji Imere        |
| 2019      | Tafea FC            |
| 2020      | Ifira Black Bird    |
| 2021      | ABM Galaxy          |

### Títulos por equipo
| Club                     | Títulos | Años campeón                                                                                      |
| ------------------------ | ------- | ------------------------------------------------------------------------------------------------- |
| Tafea                    | 16      | 1994, 1995, 1996, 1997, 1998, 1999, 2000, 2001, 2002, 2003, 2004, 2005, 2006, 2007, 2008/09, 2019 |
| Amicale                  | 6       | 2009/10, 2010/11, 2011/12, 2012/13, 2013/14, 2014/15                                              |
| Ifira Black Bird         | 3       | 1986, 2017, 2020                                                                                  |
| Erakor Golden Star       | 2       | 1989, 2016                                                                                        |
| Tupuji Imere             | 2       | 1975, 2018                                                                                        |
| Pango Green Bird         | 1       | 1983/84                                                                                           |
| ABM Carlos el Valenciano | 1       | 2025                                                                                              |